# Statue der Napir-Asu

Statue der Napirasu

Die Statue der Napir-Asu befindet sich heute im Louvre in Paris. Es handelt sich um eines der Hauptwerke elamischer Kunst. Napir-Asu war die Gemahlin von Untaš-Napiriša, der um etwa 1275 bis 1240 v. Chr. regierte. Die Statue der Napir-Asu fand sich in Susa, der Hauptstadt von Elam.
Die Statue ist mit 1,29 m etwa lebensgroß. Der Kopf fehlt, auch ist der linke Arm zum größten Teil verloren. Die Statue zeigt die stehende Königin in ein langes, weites Gewand gekleidet. Sie trägt ein Hemd mit kurzen Ärmeln und vier Armreifen am rechten Arm. Der obere Teil des Hemdes ist mit einem Muster von Kreisen mit Punkten dekoriert, die an Augen erinnern. Der Rock, den sie trägt, scheint um den Körper gewickelt zu sein und ist mit geometrischen Mustern dekoriert. Der untere Teil des Rockes scheint Fransen darzustellen. Die Hände sind über dem Bauch gekreuzt, womit die Figur eine Beterhaltung einnimmt. An der Vorderseite befindet sich eine Inschrift in elamitischer Sprache mit einem Fluch gegen alle, die die Statue oder ihre Inschrift beschädigen sollten. Es werden die elamischen Götter Napiriša, Kiriša, Inšušinak und Beltiya (meine Dame) angerufen.
Die Statue wurde 1903 von Jacques de Morgan im Tempel der sumerischen Gottheit Ninḫursanga gefunden, der vom sumerischen König Šulgi (etwa 2094 v. Chr. bis 2047 v. Chr.) gegründet worden war. Der Vater von Napir-Asu war wahrscheinlich der babylonische König Burna-buriaš II., was wiederum den Fund der Statue im Tempel einer mesopotamischen und nicht elamischen Gottheit erklären könnte.
Die Statue wiegt heute noch 1750 kg. Aus ihrer Zeit stammen diverse Fragmente elamischer Bronzekunst, die eine Blütezeit in der Bronzebearbeitung belegen. Die Statue wurde in einer Form gegossen. Es gibt einen Kern aus Bronze mit 11 % Zinngehalt. Die eigentliche Statue besteht aus Kupfer mit einem Zinngehalt von nur 1 % und ist im Wachsausschmelzverfahren hergestellt. Die Inschrift wurde nach dem Gießen eingeritzt. Die Statue war einst wahrscheinlich mit Silber und Goldblech verziert.